# Simira mexicana
Simira mexicana är en måreväxtart som först beskrevs av Arthur Allman Bullock, och fick sitt nu gällande namn av Julian Alfred Steyermark. Simira mexicana ingår i släktet Simira och familjen måreväxter. Inga underarter finns listade i Catalogue of Life.